# Ricardo Alexandre dos Santos
Ricardo Alexandre dos Santos (Passos, 24 juni 1976) is een voormalig Braziliaans voetballer.

## Clubcarrière
Ricardinho speelde tussen 1994 en 2007 voor Cruzeiro, Kashiwa Reysol, Kashima Antlers en Corinthians.

## Braziliaans voetbalelftal
Ricardinho debuteerde in 1996 in het Braziliaans nationaal elftal en speelde 3 interlands.